# Liste der Nummer-eins-Hits in Japan (2001)
Die Liste der japanischen Nummer-eins-Hits enthält die Daten vom 1. Januar bis zum 31. Dezember 2001. Die letzte Woche im Jahr fällt mit der ersten Woche des neuen Jahres zusammen. Angegeben sind die Verkaufszahlen der jeweiligen Nummer eins in ihrer Woche. Alle Angaben basieren auf den offiziellen japanischen Charts von Oricon.

## Singles
| ← 2000 ← | Liste der Nummer-eins-Hits in Japan | Liste der Nummer-eins-Hits in Japan | Liste der Nummer-eins-Hits in Japan                  | 2002 →                    |
| \| Zeitraum \| Wo. ges. \| Interpret \| Titel Autor(en) \| Zusätzliche Informationen \| \| (Zeitraum, Wochen auf Platz eins, Interpret, Titel, Autor[en], zusätzliche Informationen) \| \| \| \| \| \| ----------------------------------------------------------------------------------------- \| -------- \| ---------------------- \| ---------------------------------------------------- \| ------------------------- \| \| 25. Dezember 2000 – 14. Januar 2001 3 Wochen \| 3 \| Ayumi Hamasaki \| M Ayumi Hamasaki \| – \| \| 15. Januar 2001 – 28. Januar 2001 2 Wochen \| 2 \| Every Little Thing \| fragile/JIRENMA \| – \| \| 29. Januar 2001 – 11. Februar 2001 2 Wochen \| 2 \| Minimoni \| Minimoni. Jankenpyon!/Shunkashūtō daisukki! \| – \| \| 12. Februar 2001 – 18. Februar 2001 1 Woche \| 1 \| Ayumi Hamasaki \| Evolution Ayumi Hamasaki \| – \| \| 19. Februar 2001 – 25. Februar 2001 1 Woche \| 1 \| KinKi Kids \| Boku no senaka niwa hane ga aru \| – \| \| 26. Februar 2001 – 11. März 2001 2 Wochen \| 2 \| Hikaru Utada \| Can You Keep A Secret? \| – \| \| 12. März 2001 – 18. März 2001 1 Woche \| 1 \| Petitmoni \| BABY! Koi ni KNOCK OUT! \| – \| \| 19. März 2001 – 25. März 2001 1 Woche \| 1 \| Ayumi Hamasaki \| Never Ever Ayumi Hamasaki \| – \| \| 26. März 2001 – 8. April 2001 2 Wochen \| 2 \| B’z \| ultra soul Koshi Inaba, Tak Matsumoto \| – \| \| 9. April 2001 – 15. April 2001 1 Woche \| 1 \| Maki Gotō \| Ai no bakayarō \| – \| \| 16. April 2001 – 22. April 2001 1 Woche \| 1 \| Re:Japan \| Ashita ga arusa \| – \| \| 23. April 2001 – 29. April 2001 1 Woche \| 1 \| Chemistry \| PIECES OF A DREAM \| – \| \| 30. April 2001 – 6. Mai 2001 1 Woche \| 1 \| Arashi \| Kimi no tame ni boku ga iru \| – \| \| 7. Mai 2001 – 13. Mai 2001 1 Woche \| 1 \| Glay \| GLOBAL COMMUNICATION \| – \| \| 14. Mai 2001 – 27. Mai 2001 2 Wochen \| 2 \| N.M.L. \| ZERO LANDMINE \| – \| \| 28. Mai 2001 – 3. Juni 2001 1 Woche \| 1 \| Ayumi Hamasaki \| Endless sorrow Ayumi Hamasaki \| – \| \| 4. Juni 2001 – 10. Juni 2001 1 Woche \| 1 \| KinKi Kids \| Jōnetsu \| – \| \| 11. Juni 2001 – 17. Juni 2001 1 Woche \| 1 \| Tokio \| Message/Hitoribocchi no haburashi \| – \| \| 18. Juni 2001 – 1. Juli 2001 2 Wochen \| 2 \| Chemistry \| Point of No Return/Kimi o sagashi teta \| – \| \| 2. Juli 2001 – 8. Juli 2001 1 Woche \| 1 \| Dōzan Miki \| Lifetime Respect \| – \| \| 9. Juli 2001 – 15. Juli 2001 1 Woche \| 1 \| Porno Graffitti \| Agehachō \| – \| \| 16. Juli 2001 – 22. Juli 2001 1 Woche (insgesamt 2) \| 2 \| Keisuke Kuwata \| Naminori Johnny \| – \| \| 23. Juli 2001 – 29. Juli 2001 1 Woche \| 1 \| Ayumi Hamasaki \| UNITE! Ayumi Hamasaki \| – \| \| 30. Juli 2001 – 5. August 2001 1 Woche (insgesamt 2) \| 2 \| Keisuke Kuwata \| Naminori Johnny \| – \| \| 6. August 2001 – 12. August 2001 1 Woche \| 1 \| Morning Musume \| The☆Peace! \| – \| \| 13. August 2001 – 19. August 2001 1 Woche \| 1 \| Arashi \| Jidai \| – \| \| 20. August 2001 – 2. September 2001 2 Wochen \| 2 \| B’z \| Gold Koshi Inaba, Tak Matsumoto \| – \| \| 3. September 2001 – 9. September 2001 1 Woche \| 1 \| Mr. Children \| Yasashii uta \| – \| \| 10. September 2001 – 16. September 2001 1 Woche \| 1 \| V6 \| Dasenai tegami \| – \| \| 17. September 2001 – 23. September 2001 1 Woche \| 1 \| L’Arc-en-Ciel \| Spirit dreams inside \| – \| \| 24. September 2001 – 30. September 2001 1 Woche \| 1 \| Minimoni \| Minimoni. Telephone! Rin Rin Rin/Minimoni. Bus Guide \| – \| \| 1. Oktober 2001 – 7. Oktober 2001 1 Woche \| 1 \| Glay \| Hitohirano jiyū \| – \| \| 8. Oktober 2001 – 21. Oktober 2001 2 Wochen \| 2 \| Ayumi Hamasaki \| Dearest \| – \| \| 22. Oktober 2001 – 28. Oktober 2001 1 Woche \| 1 \| Chemistry \| You Go Your Way \| – \| \| 29. Oktober 2001 – 4. November 2001 1 Woche \| 1 \| Hyde \| evergreen \| – \| \| 5. November 2001 – 11. November 2001 1 Woche \| 1 \| Keisuke Kuwata \| Shiroi koibitotachi \| – \| \| 12. November 2001 – 18. November 2001 1 Woche \| 1 \| Morning Musume \| Mr.Moonlight \| – \| \| 19. November 2001 – 25. November 2001 1 Woche \| 1 \| Mr. Children \| youthful days \| – \| \| 26. November 2001 – 2. Dezember 2001 1 Woche \| 1 \| KinKi Kids \| Hey! Minna genki kai? \| – \| \| 3. Dezember 2001 – 9. Dezember 2001 1 Woche \| 1 \| Tanpopo \| Ōjisama to yuki no yoru \| – \| \| 10. Dezember 2001 – 23. Dezember 2001 2 Wochen \| 2 \| Hikaru Utada \| traveling \| – \| \| 24. Dezember 2001 – 30. Dezember 2001 1 Woche \| 1 \| Ayumi Hamasaki & Keiko \| a song is born Tetsuya Komuro, Ayumi Hamasaki \| – \| \| 31. Dezember 2001 – 13. Januar 2002 2 Wochen \| 2 \| J-Friends \| Always (A Song For Love) \| – \| |                                     |                                     |                                                      |                           |
| ← 2000 |                                     |                                     |                                                      | → 2002 →                  |
| Zeitraum | Wo. ges.                            | Interpret                           | Titel Autor(en)                                      | Zusätzliche Informationen |
| (Zeitraum, Wochen auf Platz eins, Interpret, Titel, Autor[en], zusätzliche Informationen) |                                     |                                     |                                                      |                           |
| 25. Dezember 2000 – 14. Januar 2001 3 Wochen | 3                                   | Ayumi Hamasaki                      | M Ayumi Hamasaki                                     | –                         |
| 15. Januar 2001 – 28. Januar 2001 2 Wochen | 2                                   | Every Little Thing                  | fragile/JIRENMA                                      | –                         |
| 29. Januar 2001 – 11. Februar 2001 2 Wochen | 2                                   | Minimoni                            | Minimoni. Jankenpyon!/Shunkashūtō daisukki!          | –                         |
| 12. Februar 2001 – 18. Februar 2001 1 Woche | 1                                   | Ayumi Hamasaki                      | Evolution Ayumi Hamasaki                             | –                         |
| 19. Februar 2001 – 25. Februar 2001 1 Woche | 1                                   | KinKi Kids                          | Boku no senaka niwa hane ga aru                      | –                         |
| 26. Februar 2001 – 11. März 2001 2 Wochen | 2                                   | Hikaru Utada                        | Can You Keep A Secret?                               | –                         |
| 12. März 2001 – 18. März 2001 1 Woche | 1                                   | Petitmoni                           | BABY! Koi ni KNOCK OUT!                              | –                         |
| 19. März 2001 – 25. März 2001 1 Woche | 1                                   | Ayumi Hamasaki                      | Never Ever Ayumi Hamasaki                            | –                         |
| 26. März 2001 – 8. April 2001 2 Wochen | 2                                   | B’z                                 | ultra soul Koshi Inaba, Tak Matsumoto                | –                         |
| 9. April 2001 – 15. April 2001 1 Woche | 1                                   | Maki Gotō                           | Ai no bakayarō                                       | –                         |
| 16. April 2001 – 22. April 2001 1 Woche | 1                                   | Re:Japan                            | Ashita ga arusa                                      | –                         |
| 23. April 2001 – 29. April 2001 1 Woche | 1                                   | Chemistry                           | PIECES OF A DREAM                                    | –                         |
| 30. April 2001 – 6. Mai 2001 1 Woche | 1                                   | Arashi                              | Kimi no tame ni boku ga iru                          | –                         |
| 7. Mai 2001 – 13. Mai 2001 1 Woche | 1                                   | Glay                                | GLOBAL COMMUNICATION                                 | –                         |
| 14. Mai 2001 – 27. Mai 2001 2 Wochen | 2                                   | N.M.L.                              | ZERO LANDMINE                                        | –                         |
| 28. Mai 2001 – 3. Juni 2001 1 Woche | 1                                   | Ayumi Hamasaki                      | Endless sorrow Ayumi Hamasaki                        | –                         |
| 4. Juni 2001 – 10. Juni 2001 1 Woche | 1                                   | KinKi Kids                          | Jōnetsu                                              | –                         |
| 11. Juni 2001 – 17. Juni 2001 1 Woche | 1                                   | Tokio                               | Message/Hitoribocchi no haburashi                    | –                         |
| 18. Juni 2001 – 1. Juli 2001 2 Wochen | 2                                   | Chemistry                           | Point of No Return/Kimi o sagashi teta               | –                         |
| 2. Juli 2001 – 8. Juli 2001 1 Woche | 1                                   | Dōzan Miki                          | Lifetime Respect                                     | –                         |
| 9. Juli 2001 – 15. Juli 2001 1 Woche | 1                                   | Porno Graffitti                     | Agehachō                                             | –                         |
| 16. Juli 2001 – 22. Juli 2001 1 Woche (insgesamt 2) | 2                                   | Keisuke Kuwata                      | Naminori Johnny                                      | –                         |
| 23. Juli 2001 – 29. Juli 2001 1 Woche | 1                                   | Ayumi Hamasaki                      | UNITE! Ayumi Hamasaki                                | –                         |
| 30. Juli 2001 – 5. August 2001 1 Woche (insgesamt 2) | 2                                   | Keisuke Kuwata                      | Naminori Johnny                                      | –                         |
| 6. August 2001 – 12. August 2001 1 Woche | 1                                   | Morning Musume                      | The☆Peace!                                           | –                         |
| 13. August 2001 – 19. August 2001 1 Woche | 1                                   | Arashi                              | Jidai                                                | –                         |
| 20. August 2001 – 2. September 2001 2 Wochen | 2                                   | B’z                                 | Gold Koshi Inaba, Tak Matsumoto                      | –                         |
| 3. September 2001 – 9. September 2001 1 Woche | 1                                   | Mr. Children                        | Yasashii uta                                         | –                         |
| 10. September 2001 – 16. September 2001 1 Woche | 1                                   | V6                                  | Dasenai tegami                                       | –                         |
| 17. September 2001 – 23. September 2001 1 Woche | 1                                   | L’Arc-en-Ciel                       | Spirit dreams inside                                 | –                         |
| 24. September 2001 – 30. September 2001 1 Woche | 1                                   | Minimoni                            | Minimoni. Telephone! Rin Rin Rin/Minimoni. Bus Guide | –                         |
| 1. Oktober 2001 – 7. Oktober 2001 1 Woche | 1                                   | Glay                                | Hitohirano jiyū                                      | –                         |
| 8. Oktober 2001 – 21. Oktober 2001 2 Wochen | 2                                   | Ayumi Hamasaki                      | Dearest                                              | –                         |
| 22. Oktober 2001 – 28. Oktober 2001 1 Woche | 1                                   | Chemistry                           | You Go Your Way                                      | –                         |
| 29. Oktober 2001 – 4. November 2001 1 Woche | 1                                   | Hyde                                | evergreen                                            | –                         |
| 5. November 2001 – 11. November 2001 1 Woche | 1                                   | Keisuke Kuwata                      | Shiroi koibitotachi                                  | –                         |
| 12. November 2001 – 18. November 2001 1 Woche | 1                                   | Morning Musume                      | Mr.Moonlight                                         | –                         |
| 19. November 2001 – 25. November 2001 1 Woche | 1                                   | Mr. Children                        | youthful days                                        | –                         |
| 26. November 2001 – 2. Dezember 2001 1 Woche | 1                                   | KinKi Kids                          | Hey! Minna genki kai?                                | –                         |
| 3. Dezember 2001 – 9. Dezember 2001 1 Woche | 1                                   | Tanpopo                             | Ōjisama to yuki no yoru                              | –                         |
| 10. Dezember 2001 – 23. Dezember 2001 2 Wochen | 2                                   | Hikaru Utada                        | traveling                                            | –                         |
| 24. Dezember 2001 – 30. Dezember 2001 1 Woche | 1                                   | Ayumi Hamasaki & Keiko              | a song is born Tetsuya Komuro, Ayumi Hamasaki        | –                         |
| 31. Dezember 2001 – 13. Januar 2002 2 Wochen | 2                                   | J-Friends                           | Always (A Song For Love)                             | –                         |